# Alexandr Zavjalov
Alexandr Zavjalov (* 2. června 1955, Moskva, Sovětský svaz), celým jménem Alexandr Alexandrovič Zavjalov (rusky: Александр Александрович Завьялов), je bývalý ruský běžec na lyžích. Je trojnásobným olympijským medailistou, ze ZOH 1980 v Lake Placid má bronz ze závodu na 50 km, ze ZOH 1984 v Sarajevu pak stříbro ze závodu na 30 km a ze štafety. Na MS 1982 v Oslu vybojoval zlato se štafetou a stříbro v závodě na 15 km.
V roce 1983 mu byl udělen Leninův řád.